# Exotheca abyssinica
Exotheca abyssinica är en gräsart som först beskrevs av Ferdinand von Hochstetter och Achille Richard, och fick sitt nu gällande namn av Nils Johan Andersson. Exotheca abyssinica ingår i släktet Exotheca och familjen gräs. Inga underarter finns listade i Catalogue of Life.